# Coprothermobacter proteolyticus
Coprothermobacter proteolyticus es una bacteria termófila que se aisló originalmente de un digestor termófilo que fermentaba desechos de curtiembre y estiércol de ganado. Es un bacilo gramnegativo y monodérmico con un rango de crecimiento de 35 a 75 °C y pH de 5.5 a 8.5, con condiciones óptimas de crecimiento de 63 °C y pH 7.5. Utiliza azúcares de manera deficiente a menos que haya presencia de extracto de levadura y fluido ruminal, o que la peptona tripticasa estén disponibles.